# Andō Shōeki
Andō Shōeki (安藤 昌益?   1703-29 de noviembre de 1762) fue un filósofo japonés del siglo XVIII. Shoeki rechazó gran parte de los modelos de pensamiento budistas y confucianos que prevalecían en Japón durante el período Edo. También manifestó su oposición al sistema de gobierno feudal.
El asteroide (21121) Andoshoeki fue nombrado en su honor.